# Môi giới người mua
Môi giới người mua hoặc đại lý người mua là thông lệ của các nhà môi giới bất động sản và đại lý của họ đại diện cho người mua trong giao dịch bất động sản thay vì đại diện cho người bán trực tiếp hoặc là đại lý phụ.  Ở Anh và Úc, thuật ngữ phổ biến nhất là đại lý mua hàng.
Ở hầu hết các bang của Hoa Kỳ và các tỉnh của Canada, cho đến những năm 1990, những người mua làm việc với một đại lý của một nhà môi giới bất động sản trong việc tìm nhà là khách hàng của nhà môi giới, bởi vì, theo hầu hết  Thông luật của hầu hết các tiểu bang vào thời điểm đó, người môi giới chỉ đại diện người bán hàng.  Chỉ từ đầu những năm 1990, các bang đã thông qua luật định để tạo ra cơ quan của người mua.
Đại lý người mua có thể tồn tại độc quyền (trong đó một công ty môi giới chọn chỉ đại diện cho người mua và không bao giờ là người bán, với tư cách là đại lý người mua độc quyền) hoặc, trong một công ty có đủ các dịch vụ, bằng cách cung cấp đại lý người mua cho người mua trở thành khách hàng.  Người mua sẽ phải đồng ý với một số hình thức đại lý kép trong trường hợp họ muốn mua một ngôi nhà mà công ty đó đã niêm yết để bán và đại diện cho người bán.
Ngày nay, nếu người mua đang làm việc với một nhà môi giới khác ngoài môi giới niêm yết tài sản, họ có thể chọn tham gia vào một thỏa thuận môi giới người mua để được đại diện.  Trong một số trường hợp cơ quan kép được pháp luật cho phép, ngay cả nhà môi giới niêm yết cũng có thể đại diện cho người mua.  Nếu người mua không tham gia vào thỏa thuận này, anh ấy / cô ấy vẫn là khách hàng của nhà môi giới, người sau đó là đại lý phụ của nhà môi giới của người bán.

## Người mua là khách hàng
Với sự gia tăng trong thực tiễn của đại lý người mua ở Bắc Mỹ, đặc biệt là từ cuối những năm 1990 ở hầu hết các khu vực, các đại lý (hoạt động dưới sự môi giới của họ) đã có thể đại diện cho người mua trong giao dịch bằng một "thỏa thuận đại lý người mua" không giống như " thỏa thuận niêm yết "giữa người môi giới và người bán (thường được gọi là đại lý bán hàng).  Người được cấp phép bất động sản, sau khi ký một thỏa thuận bằng văn bản với người mua, đồng ý chỉ làm việc cho người mua và đổi lại, người mua đồng ý đại diện độc quyền.
Tại thời điểm này, một môi giới bất động sản nợ người mua các nhiệm vụ trên
- Lòng trung thành với người mua bằng cách hành động vì lợi ích cao nhất của người mua.
- Bảo mật bằng cách không tiết lộ sự thật có thể ảnh hưởng đến khả năng của người mua để đàm phán các điều khoản tốt nhất.
- Tiết lộ cho các bên khác trong giao dịch rằng người được cấp phép đã tham gia với tư cách là đại lý của người mua.

Người môi giới thương lượng giá và các điều khoản thay mặt cho người mua và chuẩn bị hợp đồng mua bất động sản tiêu chuẩn bằng cách điền vào chỗ trống trong mẫu hợp đồng.  Đại lý của người mua đóng vai trò là người ủy thác cho người mua.

## Thỏa thuận đại lý người mua
Giống như thỏa thuận niêm yết với người bán, các thỏa thuận với người mua phải có ngày bắt đầu và ngày kết thúc cũng như chỉ định cách thức trả tiền cho người môi giới của người mua (bởi người bán hoặc bởi chính người mua).  Ngoài ra, cần đánh vần nghĩa vụ và nghĩa vụ của tất cả các bên. 

Thỏa thuận cũng nên xác định cách xử lý xung đột lợi ích.  Xung đột lợi ích có thể xảy ra khi người mua được đại diện bởi một công ty thông thường trở nên quan tâm bởi một người bán cũng được đại diện bởi công ty đó. 

Một xung đột lợi ích tiềm năng khác có thể xảy ra khi cùng một công ty thấy mình đại diện cho hai người mua đang cạnh tranh cho cùng một tài sản.  Một cơ quan bất động sản nên có một chính sách khách quan, bằng văn bản về cách xử lý xung đột lợi ích và chính sách này nên được tiết lộ trước cho bất kỳ khách hàng tiềm năng nào.     